# Nataliya Burdyha
Nataliya Leonidivna Burdyha –en ucraniano, Наталія Леонідівна Бурдига– (Osa, 26 de octubre de 1983) es una deportista ucraniana que compite en biatlón. Ganó una medalla de oro en el Campeonato Europeo de Biatlón de 2015, en la prueba por relevos.

## Palmarés internacional
| Campeonato Europeo | Campeonato Europeo | Campeonato Europeo | Campeonato Europeo |
| Año                | Lugar              | Medalla            | Prueba             |
| ------------------ | ------------------ | ------------------ | ------------------ |
| 2015               | Otepää (Estonia)   | Medalla de oro     | Relevos            |